# Rolf
Rolf ist ein männlicher Vorname und Familienname.

## Herkunft und Bedeutung
Rolf ist eine deutsche Kurzform des Namens Rudolf.

## Vorname

### A
- Rolf Abrahamsohn (1925–2021), deutscher Kaufmann jüdischen Glaubens und Überlebender mehrerer NS-Lager

### B
- Rolf Becker (1923–2014), deutscher Schriftsteller, siehe Rolf und Alexandra Becker
- Rolf Becker (* 1935), deutscher Schauspieler
- Rolf Bick (1930–2018), deutscher Theologe
- Rolf Bohnsack (1937–2009), deutscher Schauspieler
- Rolf Bossi (1923–2015), deutscher Rechtsanwalt
- Rolf Boysen (1920–2014), deutscher Schauspieler
- Rolf Braun (1929–2006), deutscher Karnevalist
- Rolf-Ernst Breuer (1937–2024), deutscher Bankmanager

### C
- Rolf Castell (1921–2012), deutscher Volks- und Theaterschauspieler sowie Hörfunkmoderator

### D
- Rolf Diethelm (* 1939), Schweizer Eishockeyspieler und -trainer

### E
- Rolf Eden (1930–2022), deutscher Playboy und Geschäftsmann

### F
- Rolf Fringer (* 1957), österreichischer Fußballtrainer
- Rolf Fuhlrott (1934–2015), deutscher Bibliothekar und Autor
- Rolf Fuhrmann (* 1949), deutscher Sportjournalist

### G
- Rolf Gentz (* 1939), deutscher Maler und Bildhauer
- Rolf Gerstenlauer (* 1949), deutscher Fußballtorwart
- Rolf Goldstein (1912–1995), deutsch-US-amerikanischer Jazz- und Unterhaltungsmusiker
- Rolf von Goth (1906–1981), deutscher Schauspieler und Hörspielregisseur

### H
- Rolf Hachmann (1917–2014), deutscher Prähistoriker
- Rolf Halama (* 1935), deutscher Brigadegeneral
- Rolf Hansen (1920–2006), norwegischer Politiker
- Rolf Hartung (1908–1995), deutscher Kunsterzieher, Maler und Autor
- Rolf Haufs (1935–2013), deutscher Lyriker und Schriftsteller
- Rolf Heißler (1948–2023), deutscher Terrorist
- Rolf Hermann (* 1973), Schweizer Schriftsteller
- Rolf Hermann (* 1981), deutscher Handballspieler
- Rolf Hochhuth (1931–2020), deutscher Dramatiker
- Rolf Hoppe (1930–2018), deutscher Schauspieler
- Rolf Hübler (1956–2013), deutscher Endurosportler

### I
- Rolf Idler (1943–2012), deutscher Theaterschauspieler

### J
- Rolf Jülich (1932–2005), deutscher Schauspieler und Synchronsprecher

### K
- Rolf Kalb (* 1959), deutscher Sportreporter
- Rolf Kappel (1948–2019), deutscher Wirtschaftswissenschaftler und Hochschullehrer
- Rolf Kirchem (1925–2015), deutscher Admiralarzt
- Rolf Krake (fl. 6. Jh.), legendärer dänischer König
- Rolf Kramer (* 1938), deutscher Sportreporter
- Rolf Kramer (* 1949), deutscher Politiker (SPD)
- Rolf Krohn (* 1949), deutscher Schriftsteller
- Rolf Kühn (1929–2022), deutscher Jazzmusiker

### L
- Rolf von der Laage (1932–2006), deutscher Journalist, Sportfunktionär und -organisator
- Rolf Lamprecht (1930–2022), deutscher Journalist und Autor
- Rolf Landauer (1927–1999), deutsch-US-amerikanischer Physiker und Informationswissenschaftler
- Rolf Lappert (* 1958), Schweizer Schriftsteller
- Rolf Lauer (* 1944), deutscher Kunsthistoriker
- Rolf Lechler (* 1930), deutscher Fußballspieler
- Rolf von Lüde (* 1946), deutscher Soziologe und Hochschullehrer
- Rolf Lüken (1938–2019), deutscher Polizeipräsident

### M
- Rolf Majcen (* 1966), niederösterreichischer Jurist, Autor und Extremsportler
- Rolf Metz (1910–1996), deutscher Politiker, Mitglied des Hessischen Landtags
- Rolf Mey-Dahl (1937–2014), deutscher Schauspieler und Autor
- Rolf Michel (* 1945), deutscher Physiker, Hochschullehrer
- Rolf Milser (* 1951), deutscher Gewichtheber, Olympiasieger und Weltmeister
- Rolf Müller-Landau (1903–1956), deutscher Maler
- Rolf Mützenich (* 1959), deutscher Politiker (SPD)

### N
- Rolf Nida-Rümelin (1910–1996), deutscher Bildhauer und Medailleur
- Rolf Nürnberg (1903–1949), deutscher Journalist und Herausgeber

### O
- Rolf Oesterreich (* 1952), deutscher Eiskunstläufer

### P
- Rolf Pettersson, schwedischer Orientierungsläufer

### Q
- Rolf Quinque (* 1927), deutscher Trompeter

### R
- Rolf Rüssmann (1950–2009), deutscher Fußballspieler

### S
- Rolf Saltzwedel, (1928–2016), deutscher Philologe, Gymnasialdirektor, Heimathistoriker und -publizist
- Rolf Schimpf (1924–2025), deutscher Schauspieler
- Rolf Schips (* 1939), deutscher Fußballspieler
- Rolf W. Schloss (1918–1979), deutsch-israelischer Journalist
- Rolf Schwendter (1939–2013), österreichischer Schriftsteller und Sozialwissenschaftler
- Rolf Seelmann-Eggebert (* 1937), deutscher Fernsehjournalist und Adelsexperte
- Rolf Sethe (* 1960), deutscher Jurist
- Rolf Sohre (1928–2019), deutscher Kameramann
- Rolf Spinrads (1942–1987), deutscher Fernsehredakteur
- Rolf Spring (1917–2005), Schweizer Ruderer, Silbermedaillengewinner bei Olympia
- Rolf Stahlhofen (* 1968), deutscher Sänger, Musiker und Liedschreiber
- Rolf Steeb (1939–2022), deutscher Fußballspieler
- Rolf A. Stein (1911–1999), französischer Tibetologe, Sinologe und Religionswissenschaftler
- Rolf Sternberg (* 1959), deutscher Wirtschaftsgeograph, Hochschullehrer
- Rolf Stommelen (1943–1983), deutscher Automobilrennfahrer
- Rolf von Sydow (1924–2019), deutscher Regisseur, Drehbuchautor, Filmproduzent und Autor

### T
- Rolf Thiele (1915–1994), deutscher Regisseur, Drehbuchautor und Produzent
- Rolf Thiele (1935–2019), deutscher Ingenieurwissenschaftler und Hochschullehrer
- Rolf Thiele (* 1942), deutscher Künstler und Hochschullehrer
- Rolf Thiele (1952–1975), deutscher Motorradrennfahrer
- Rolf Tiedemann (1932–2018), deutscher Philosoph, Philologe und Herausgeber
- Rolf Tophoven (* 1937), deutscher Journalist und Terrorismusexperte
- Rolf Töpperwien (* 1950), deutscher Sportreporter

### U
- Rolf Ulrich (1921–2005), deutscher Kabarettist

### V
- Rolf Vogel (1921–1994), deutscher Journalist

### W
- Rolf Weber (1922–2015), deutscher Botaniker und Heimatforscher
- Rolf Weber (1923–2000), Schweizer Jurist und Politiker
- Rolf Weber (* 1953), deutscher Fußballspieler
- Rolf Wiedenhaupt (* 1958), deutscher Politiker
- Rolf Witthöft (1944–2025), deutscher Endurosportler und Unternehmer

### Y
- Rolf Yelseth (1914–1968), südafrikanischer Turner

### Z
- Rolf Zacher (1941–2018), deutscher Schauspieler
- Rolf Zischeck (1934–2012), deutscher Fußball- und Handballspieler
- Rolf Zuckowski (* 1947), deutscher Musiker
- Rolf Zurbrügg (* 1971), Schweizer Skibergsteiger, Skilangläufer und Bergführer

## Familienname
- Arno Rolf (* 1942), deutscher Informatiker und Hochschullehrer
- Eckard Rolf (* 1951), deutscher Germanist
- Edwin Rolf (1899–1991), deutsch-österreichischer Ingenieur, Hobbyastronom und Konstrukteur von Teleskopen
- Ernst Rolf (1891–1932), schwedischer Sänger, Schauspieler und Revueleiter
- Ewald Rolf (1901–1993), deutscher Bergmannsdichter
- Hille Gosejacob-Rolf (1943–2024), deutsche Sozialpädagogin und Verbandspräsidentin
- Ida Rolf (1896–1979), US-amerikanische Biologin, Begründerin der nach ihr benannten Behandlung Rolfing
- Malte Rolf (* 1970), deutscher Historiker
- Tom Rolf (1931–2014), schwedischer Filmeditor